# Jörgen Martinson
 Erik Jörgen Martin Martinson, född 17 mars 1968 i Sala församling, Västmanlands län, är en svensk organist och dirigent. Han arbetar sedan 2017 som domkyrkoorganist i Karlstads domkyrka. 

## Biografi
Jörgen Martinson är uppvuxen i Västerås. Han utbildade sig till kyrkomusiker vid Sköndalsinstitutet i Stockholm samt vid Musikhögskolan i Piteå, från vilken han utexaminerades år 1993.
Han var mellan 1993 och 1999 organist i Lindesbergs församling i Västerås stift, mellan åren 1999 och 2013 organist i Kumla församling i Strängnäs stift och mellan 2013 och 2017 organist i Strängnäs domkyrkoförsamling med Aspö. Han arbetar sedan 2017 som domkyrkoorganist i Karlstad. 
Han har i perioder bedrivit studier i solistiskt orgelspel för professor Margaret Phillips, England. Martinson har också en Masterexamen i dirigering från Musikhögskolan i Piteå. Han har med sina körer framfört en stor del av den traditionella oratorierepertoaren, samt även som orkesterdirigent dirigerat ett antal orkesterproduktioner. Han ger regelbundet orgelkonserter, både i Sverige och utomlands.